# Gharonda Neemka Bangar
Gharonda Neemka Bangar es una ciudad censal situada en el distrito de Delhi oriental,  en el territorio de la capital nacional,  Delhi (India). Su población es de 37876 habitantes (2011). 

## Demografía
Según el censo de 2011 la población de Gharonda Neemka Bangar era de 37876 habitantes, de los cuales 20006 eran hombres y 17870 eran mujeres. Gharonda Neemka Bangar tiene una tasa media de alfabetización del 85,61%, inferior a la media estatal del 86,21%: la alfabetización masculina es del 90,03%, y la alfabetización femenina del 80,64%.